# Venarsal
Venarsal – miejscowość i dawna gmina we Francji, w regionie Nowa Akwitania, w departamencie Corrèze. W dniu 1 stycznia 2016 roku z połączenia dwóch ówczesnych gmin – Malemort-sur-Corrèze oraz Venarsal – utworzono nową gminę Malemort. W 2013 roku populacja Venarsal wynosiła 522 mieszkańców.

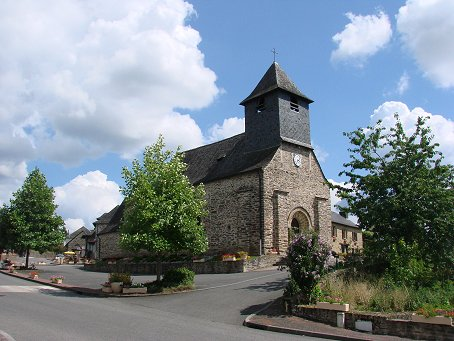
Kościół z XII wieku w Venarsal (2009)

## Populacja

Populacja Venarsal w latach 1962–2008